# Julio Utrilla Cano
Julio Utrilla Cano, est un homme politique espagnol membre de Vox.

## Biographie
Julio Utrilla Cano travaille pendant quinze ans à des postes de direction dans des entreprises liées à la sécurité et à la technologie. Il est ensuite chef de sa propre entreprise.
Lors des élections générales anticipées du 10 novembre 2019, il est élu au Congrès des députés pour la XIVe législature.